# Plaza Baquedano
Pour les articles homonymes, voir Place d'Italie.
 (septembre 2016).
Si vous disposez d'ouvrages ou d'articles de référence ou si vous connaissez des sites web de qualité traitant du thème abordé ici, merci de compléter l'article en donnant les références utiles à sa vérifiabilité et en les liant à la section « Notes et références ».
La Plaza Baquedano est un point de convergence routier situé dans le centre de Santiago, au Chili, à la limite des communes de Providencia et de Santiago. Les gens appellent souvent cette place la Plaza Italia (son ancien nom) et parfois la Plaza de la Dignidad après les manifestations de 2019-2020.

## Histoire
Selon l'historien Armando de Ramón (es), l'origine des noms des places remonte aux années 1910, quand le nom de la place était Plaza Colón. Puis, en 1910, lors de la célébration du centenaire de l'indépendance du Chili, plusieurs pays du monde ont envoyé des cadeaux. Le gouvernement italien donna la statue d'un archange ailé avec un lion qui a été installée sur la place, et pour cette raison la population appelle cette place Plaza Italia.
Plus tard, en 1927, l'État remodèle la place et installe la statue du général Manuel Baquedano (es) en son centre, et son nom devient Plaza Baquedano, même si actuellement elle continue de s'appeler Plaza Italia.

## Caractéristique
La forme de la place est ovale et est le point de convergence des avenues Providencia (es) à l'est, Vicuña Mackenna (es) au sud, Libertador General Bernardo O'Higgins ou Alemeda, la principale artère de la capitale, à l'ouest et au nord se trouve un accès souterrain à l'autoroute Costanera Norte (es). Le métro de Santiago possède une station Baquedano desservie par les lignes 1 et 5.

## Signification sociale
La place est considérée comme une zone de limite entre les riches et les pauvres. En effet vers l'est (vers la cordillère des Andes ou vers le haut se trouvent les communes les plus riches (Providencia, Ñuñoa, La Reina, Vitacura, Las Condes et Lo Barnechea), alors que vers le couchant se trouvent les communes plus pauvres. De cette place on parle de Plaza Italia para arriba ou de Plaza Italia para abajo.
Du fait de sa caractéristique, la place est utilisée comme un lieu de réunion de tous les Santiaguinos sans distinction sociale ou politique, lors de célébrations d'importances. Il est fréquent de voir les gens se rassembler sur la place lorsqu'un Chilien ou une équipe chilienne représente le pays et gagne un championnat. Elle est le principal lieu de contestation lors des mouvements étudiants de 2006 et 2011. C'est également l'épicentre des manifestations de 2019-2020.